# 西武秩父站
西武秩父站（日语：／ Seibu-chichibu eki */?）是一個位於埼玉縣秩父市野坂町一丁目，屬於西武鐵道西武秩父線的鐵路車站。車站編號是SI36。該線的終點站。特急紅箭號的停靠站導覽等將此站標示為池袋線。站名包括「西武」二字。當地通稱「西武站」。
此站距離秩父站（秩父鐵道秩父本線）較遠，並非轉乘站，然而有較近的秩父本線御花畑站可供轉乘，通過閘機後進入構內商業設施「西武秩父站前溫泉 祭之湯」與秩父本線的平交道後，徒步5分鐘即可到達。
一部分列車途經此站前往秩父本線三峰口方向直通運行。
武藏橫手站－西武秩父站段属于西武秩父站管區管理。

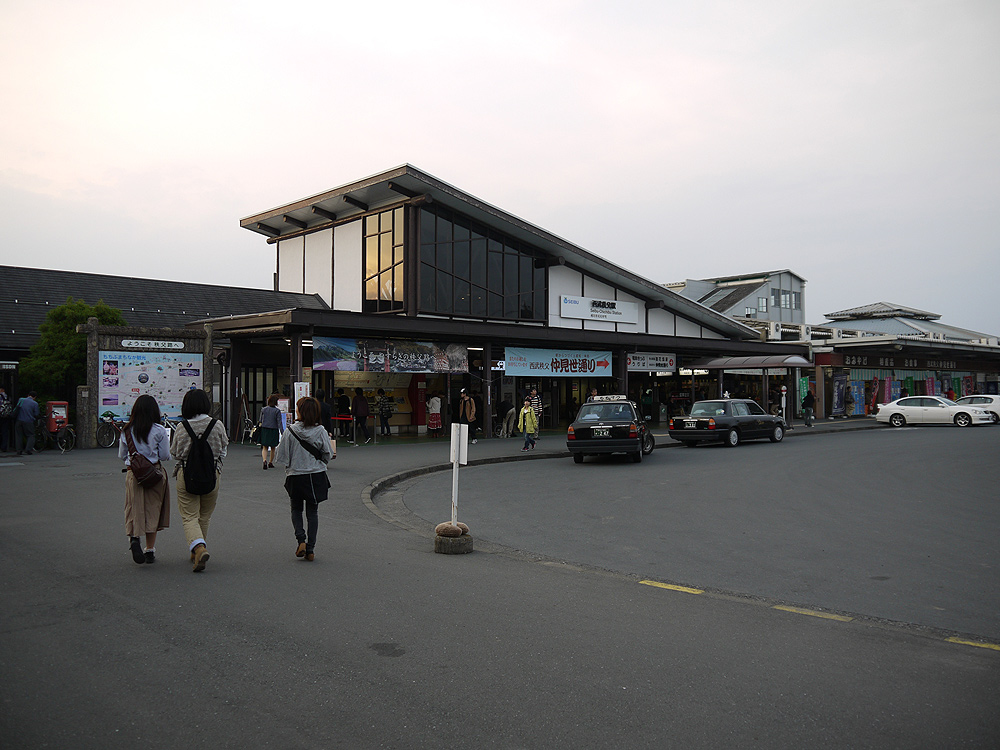
翻新前的站舍（2011年）

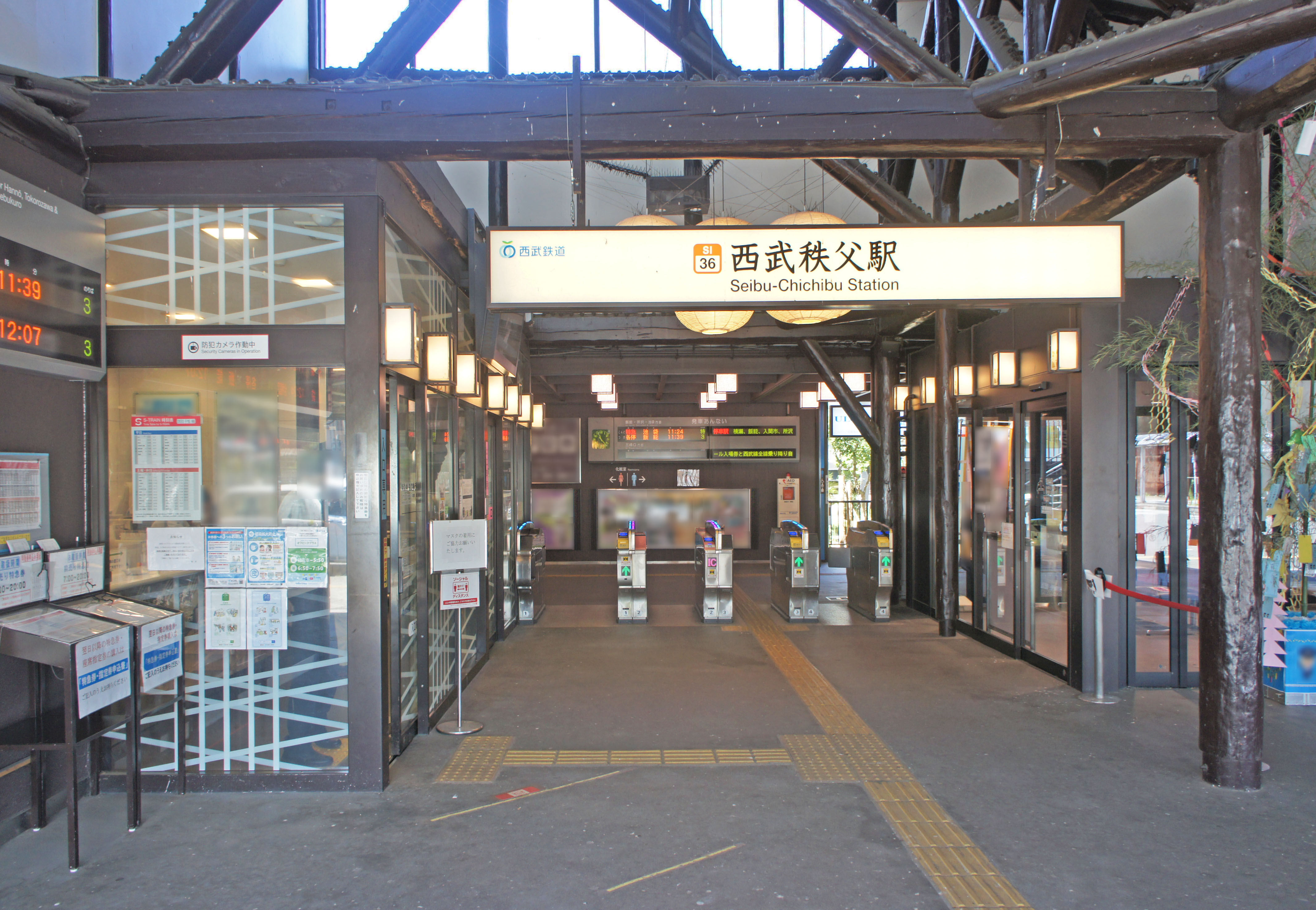
检票口（2022年7月）

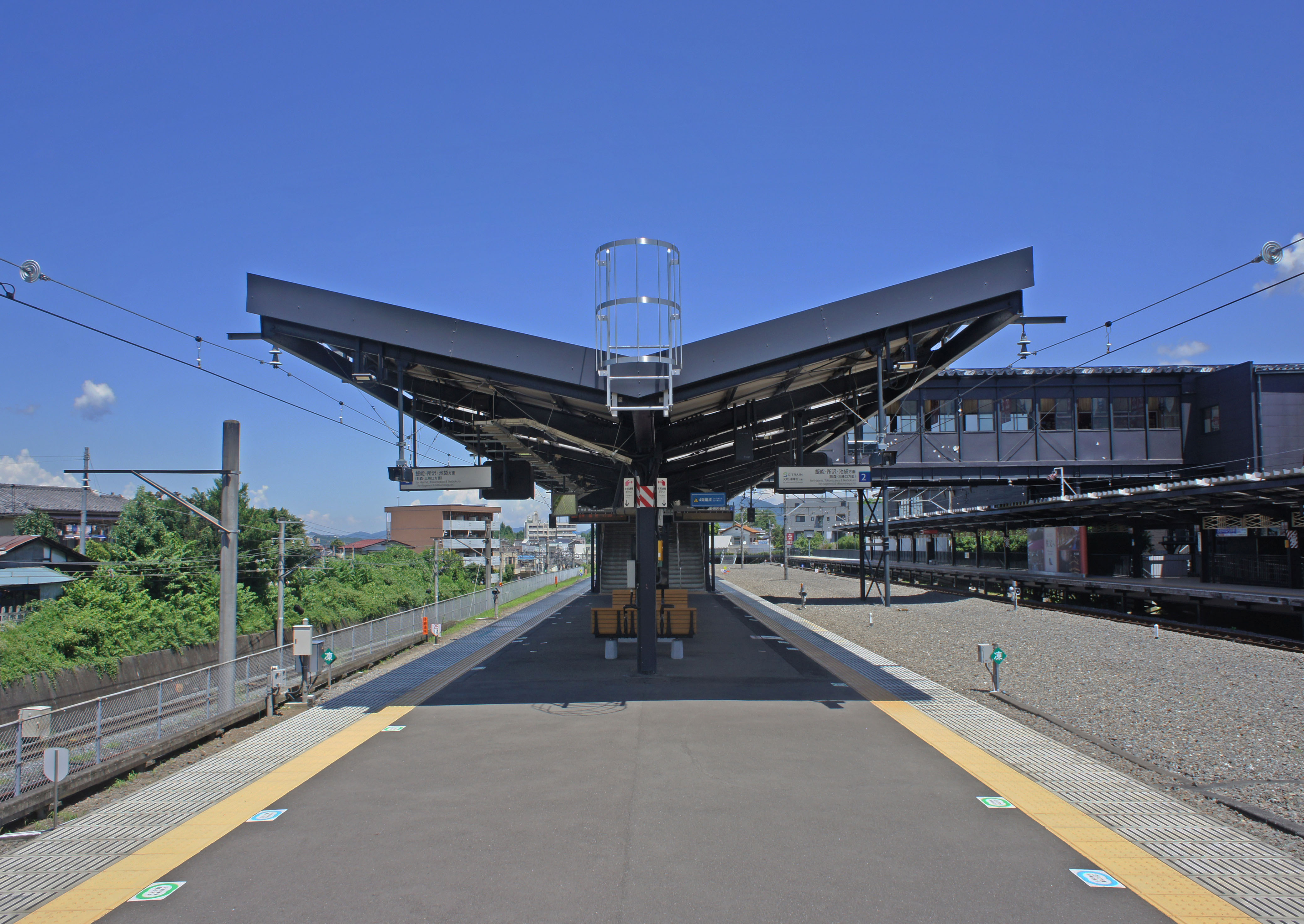
月台（2022年7月）

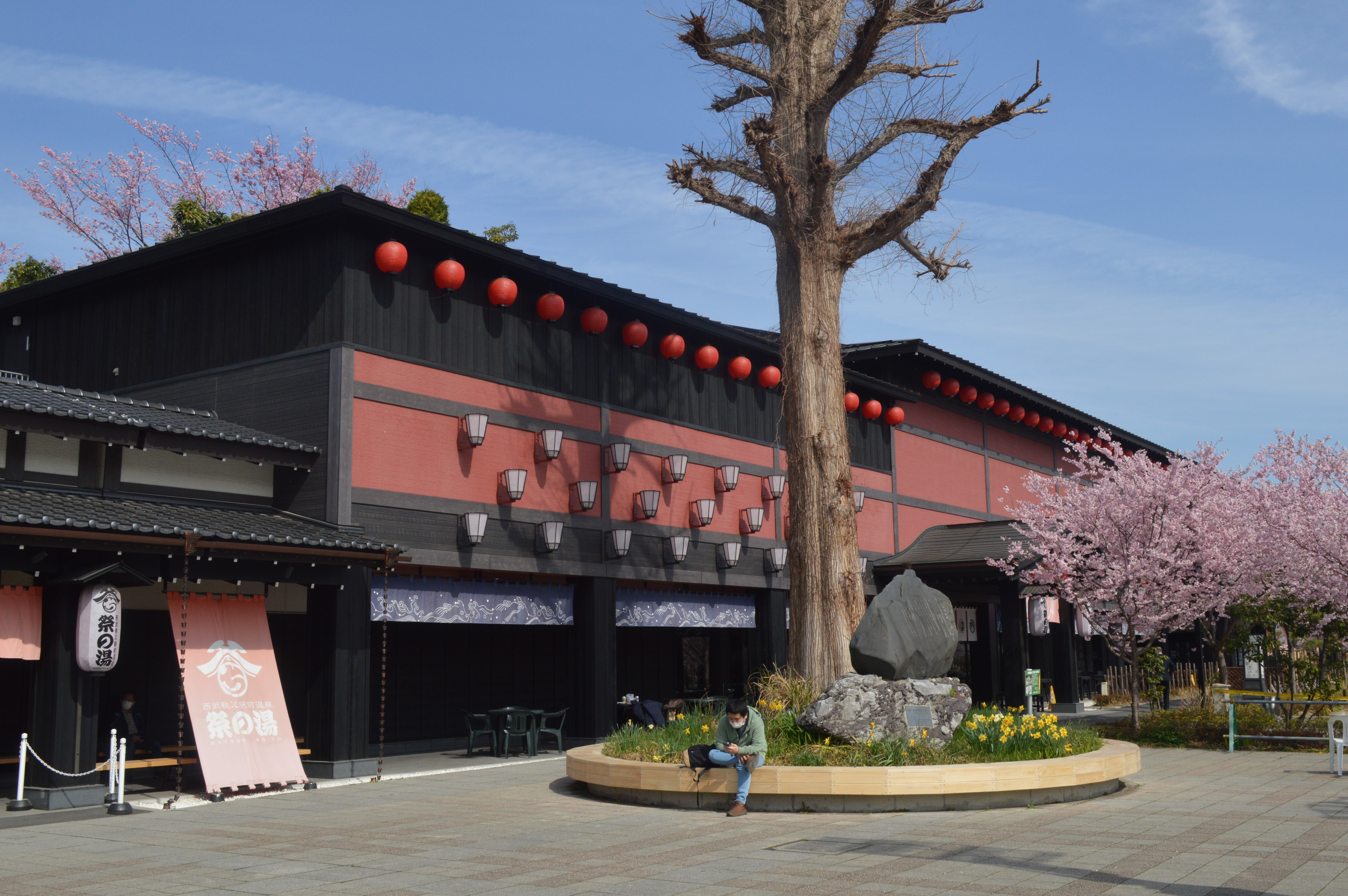
西武秩父站前温泉 祭の湯

2017年，西武秩父站获颁好设计奖。

## 車站結構
側式月台1面1線和島式月台1面2線，合計2面3線的地面車站。側式月台部分（1號月台）供特急「秩父」到發。
1號月台東側（配置圖1號月台的下側）是閘內大堂。閘內大堂與2、3號月台以跨線天橋聯絡，設有扶手電梯與升降機
1994年起設置了自動閘機（1999年與2014年更新），可以使用PASMO、Suica。而臨時閘口只在秩父夜祭時使用。
廁所設於閘內和商業設施「站前溫泉 祭之湯」（亦曾設於「仲見世通」時期）。

### 月台配置
| 月台 | 路線              | 目的地               | 備註                 |
| ---- | ----------------- | -------------------- | -------------------- |
| 1    | 西武秩父線        | 飯能、所澤、池袋方向 | 特急「秩父」專用月台 |
| 2、3 | 西武秩父線        | 飯能、所澤、池袋方向 | 一般類別用月台       |
| 2、3 | ■秩父鐵道秩父本線 | 影森、三峰口方向     | 只限飯能方向的直通   |

### 配線圖
| ← 影森、 三峰口方面 | 西武秩父站、御花畑站 構內配線略圖 | → 秩父、 長瀞方向 |
|                     | ↓ 飯能、池袋方向                  |                   |
| 图例 参考文献：     |                                   |                   |

## 使用情況
2018年度1日平均上下車人次為7,229人，西武鐵道全部92個車站當中排行第75位。
近年1日平均上下、上車人次的推移如下表。
| 年度               | 1日平均 上下車人次 | 1日平均 上車人次 |
| ------------------ | ------------------ | ---------------- |
| 2003年（平成15年） | 8,194              | 4,131            |
| 2004年（平成16年） | 8,270              | 4,194            |
| 2005年（平成17年） | 8,065              | 4,092            |
| 2006年（平成18年） | 7,879              | 4,002            |
| 2007年（平成19年） | 7,558              | 3,844            |
| 2008年（平成20年） | 7,570              | 3,834            |
| 2009年（平成21年） | 7,194              | 3,639            |
| 2010年（平成22年） | 6,919              | 3,514            |
| 2011年（平成23年） | 6,691              | 3,384            |
| 2012年（平成24年） | 6,655              | 3,360            |
| 2013年（平成25年） | 6,814              | 3,444            |
| 2014年（平成26年） | 6,944              | 3,520            |
| 2015年（平成27年） | 7,043              | 3,589            |
| 2016年（平成28年） | 6,937              | 3,511            |
| 2017年（平成29年） | 7,418              | 3,771            |
| 2018年（平成30年） | 7,229              |                  |

2000年代後半以後有減少傾向，但每逢芝櫻觀光與秩父夜祭舉辦時增加。
2013年3月16日開始與副都心線、東橫線、港未來線互相直通運行，2013年度以後的使用人數有所增加。

## 相鄰車站
西武鐵道
 西武秩父線
- ■特急「秩父」、□S-TRAIN到發站

■快速急行、■急行、■各站停車（急行只限上行，秩父鐵道直通的快速急行只限下行運行）
橫瀨（SI35）－西武秩父（SI36）－影森（秩父鐵道秩父本線）

## 外部連結
- 西武秩父 - 西武鐵道